# برونو غيبهارت
برونو غيبهارت (بالألمانية: Bruno Gebhardt) (و. 1858 – 1905 م) هو مؤرخ ألماني، توفي في برلين، عن عمر يناهز 47 عاماً.